# بخش لورامی (شهرستان شلبی، اوهایو)
بخش لورامی (به انگلیسی: Loramie Township) یک منطقهٔ مسکونی در ایالات متحده آمریکا است که در شهرستان شلبی، اوهایو واقع شده‌است.
 بخش لورامی ۹۲٫۱ کیلومتر مربع مساحت و ۲٬۴۳۸ نفر جمعیت دارد و ۲۹۵ متر بالاتر از سطح دریا واقع شده‌است.